# Einen Jux will er sich machen
Einen Jux will er sich machen ist eine Posse mit Gesang in vier Aufzügen von Johann Nestroy und wurde am 10. März 1842 im Theater an der Wien als Benefizvorstellung für den Dichter uraufgeführt.

## Inhalt
Als der von der Einförmigkeit seines Alltags frustrierte Kommis Weinberl von seinem Chef Zangler in Aussicht gestellt bekommt, Associé (Kompagnon, Mitinhaber) in dessen Gemischtwarenladen werden zu können, räsoniert er über sein bisheriges Leben:
„Wenn man nur aus uncompletten Makulaturbüchern etwas vom Weltleben weiß, wenn man den Sonnenaufgang nur vom Bodenfensterl, die Abendröthe nur aus Erzählungen der Kundschaften kennt, da bleibt eine Leere im Inneren, die alle Ölfässer des Südens, alle Haringfässer des Nordens, nicht ausfüllen, eine Abgeschmacktheit die alle Muskatblüth Indiens nicht würzen können.“ (Ister Act, 13te Scene)
Anstatt wie aufgetragen, in Zanglers Abwesenheit auf das Gwölb aufzupassen, begibt Weinberl sich mit dem Lehrling Christoph in die nahe gelegene Hauptstadt, um endlich einmal ein „verfluchter Kerl“ zu sein. Dort laufen sie beinahe Zangler in die Arme, der seine zukünftige Gattin besucht. Sie flüchten ins Modewarengeschäft der Madame Knorr, treffen dort Frau von Fischer, später auch noch Marie, Zanglers Mündel, die mit ihrem vom Vormund nicht goutierten Liebhaber August Sonders fliehen will („Das schickt sich nicht“) und den neuen Hausdiener Melchior („Das is classisch“). Bei Zanglers Schwägerin Fräulein Blumenblatt geben sie sich schließlich als Marie und August aus, bis diese beiden, sowie Zangler, Madame Knorr und Frau von Fischer ebenfalls dort eintreffen.
Christoph: „Helfen’s mir, ich riskir jeden Augenblick dass man mir die Thür einsprengt und mich vor den Prinzipal schleppt.“ (IIIter Act, 12te Scene)
Mit knapper Not entkommen Weinberl und Christoph und kehren zum Geschäft zurück. Dort ertappen sie die Einbrecher Rab und Kraps auf frischer Tat und werden dafür von Zangler belobigt. Auch Marie und August dürfen einander endlich in die Arme schließen. Aber Weinberl, der Frau von Fischer einen – erfolgreichen – Heiratsantrag macht, ist von seiner Sehnsucht geheilt:
„Jetzt frag ich aber zahlt sich so a Jux aus, wenn man ihn mit einer Furcht, mit 3 Schrocken, 5 Verlegenheiten und 7 Todesängsten erkauft? […] Jetzt hab ich das Glück genossen, ein verfluchter Kerl zu seyn, und die ganze Ausbeute von dem Glück is, dass ich um keinen Preis mehr ein verfluchter Kerl seyn möcht.“ (IIIter Act, 15te und 16te Scene)

## Werksgeschichte
Trotz der Doppelbelastung, auf zwei Bühnen spielen zu müssen – Theater an der Wien und Carltheater wurden eine Zeit lang von Direktor Carl Carl nebeneinander geführt – schrieb Johann Nestroy 1842 mit Einen Jux will er sich machen sein zweites großes Erfolgsstück nach dem Lumpacivagabundus (1833). Er wiederholte dabei seine Klage über den eintönig-gleichförmigen Tagesablauf, die er im Talisman (1840) schon einmal formuliert hatte – dort dem Titus Feuerfuchs mit fast der gleichen Formulierung in den Mund gelegt.
Lange Zeit blieb die Vorlage für Nestroys Stück unbekannt, erst 1923 wurde sie vom österreichischen Literaturhistoriker Robert Franz Arnold (1872–1938) ausfindig gemacht und dies im Literarischen Echo (1. August 1923, 25. Jahrgang) publiziert. Das Stück basiert auf der Farce A Day well spent von John Oxenford (1812–1877) aus dem Jahr 1834, einer Verwechslungskomödie. Sie wurde erstmals im New English Opera House am 4. April 1834 aufgeführt. Nestroy ging jedoch über die stereotypen Verwechslungen und Zufälle hinaus und steigerte sie ins Absurde, die Dramenelemente waren ihm lediglich eine Grundlage für sein Spiel mit Gesellschaftsklischees. Otto Rommel schrieb, Nestroys Werk verhalte sich zum Original wie „eine reife Durcharbeitung zu einer Skizze“.
Johann Nestroy spielte den Weinberl, Wenzel Scholz den Melchior und Alois Grois alternierend mit Ignaz Stahl den Zangler, Nestroys Nichte (die Tochter seiner ebenfalls schauspielernden Schwester Maria Franziska [1803–1866], die auf dem Theaterzettel als Dlle. Nestroy angekündigt wurde) die Marie. Das Stück erlebte bis zum Oktober 1842 schon 50 Aufführungen, Gastspiele in Prag, Brünn und Berlin mit Nestroys Mitwirkung erfolgten noch im Jahre 1842.
Eine Ehrung der außergewöhnlichen Art erfuhr Nestroys Stück am 14. Oktober 1842: Die Posse Die falschen Engländer, oder: Die unterbrochene Verlobung, verfasst von Eduard Breier (1811–1886) und uraufgeführt im Theater an der Wien, fiel durch. Das Publikum verlangte an diesem Abend lautstark und erfolgreich von Direktor Carl als Entschädigung einen Nachschlag in Form des ersten Aktes von Einen Jux will er sich machen!
Eine eigenhändige Handschrift Nestroys mit dem Titel Ein Jux ist erhalten, ebenso eine eigenhändige Partitur von Adolf Müller mit dem Titel Einen Jux will er sich machen. Posse mit Gesang in vier Ak[ten] von Joh. Nestroy. Musik von Adolf Müller Capellmst. 1842.
Thornton Wilders Komödie The Merchant of Yonkers (1938), auf Nestroys Stück basierend, wurde 1954, vom Autor stark überarbeitet, als The Matchmaker wiederveröffentlicht und diente 1964 als Vorlage für das Musical Hello, Dolly!
1981 veröffentlichte der britische Dramatiker Tom Stoppard unter dem Titel On the Razzle eine Bearbeitung des Stückes, die im selben Jahr am Royal National Theatre in London uraufgeführt wurde.

## Zeitgenössische Rezeptionen
Während vom Publikum die Aufführungen von Anfang an bejubelt wurden, war die Kritik manchmal etwas verhalten, wohl auch beeinflusst durch den zeitgleichen großen Erfolg von Franz Xaver Tolds Libretto für Anton Emil Titls Oper Der Zauberschleier, uraufgeführt am 11. Februar 1842 im Theater in der Josefstadt, das mit Ferdinand Raimunds Der Verschwender verglichen wurde.
In der Wiener Theaterzeitung schrieb der Herausgeber Adolf Bäuerle selbst am 12. März (Nr. 61, S. 276 f.) nach einer ausführlichen Inhaltsangabe:
„Das ganze Stück ist eine Kette der belustigendsten, schlagendsten, durch den witzigsten Dialog belebten Begebenheiten, welche je in einer Posse aufgespeichert wurden.“
Hervorgehoben wurden besonders die ausgezeichneten Darstellungen durch Nestroy und Scholz.
Im Österreichischen Morgenblatt (Nr. 31) wurde auf die englische Vorlage verwiesen und Nestroys Bearbeitung derselben zu seinen besten Possen gezählt. Der Wanderer (12. März, Nr. 61) vermutete trotzdem, es sei ein „Originalstück“ des Dichters und dieser habe sich keiner Vorlage bedient. Seine satirische Betrachtung der „modernen Zustände“ des Handelsstandes durch die Rolle des Weinberl wurde sehr gelobt. Auch Der Sammler (Nr. 41) nahm ein Originalwerk an und hob seine „Doppelleistung als Dichter wie als Komiker“ hervor, daneben ebenfalls Scholz als Melchior, obwohl oder gerade weil diese Rolle eigentlich „immer nur stagnierend in den Gang der Handlung“ eingreife.
Moritz Gottlieb Saphir, der stets Nestroy-kritische Satiriker, war diesmal in seiner Zeitschrift Der Humorist (Nr. 51) einigermaßen positiv, nahm ebenfalls eine Eigenschöpfung des Dichters an und störte sich lediglich an der Kompliziertheit der Handlung des letzten Aktes:
„Wir sehen heute, was Hr. Nestroy auch an Erfindung für unerschöpflichen Born hat, denn wenn wir etwas tadeln wollen. so wäre es das ‚zuviel‘. Hr. N. hat des Guten zu viel gethan, er hat die Masse von Handlung so aufeinandergethürmt, dass sie im letzten – dem schwächsten – Akte unter sich selbst zusammenzustürzen Gefahr läuft.“
Als einer der ganz wenigen sehr kritisch war Anton Johann Gross-Hoffinger in der Zeitschrift Der Adler (Nr. 61), wo er anmerkte, dieses Werk stehe insofern hinter den „sonstigen Schöpfungen“ Nestroys, weil die „drastische Zeichnung der Charaktere […] in Hogarths Manier“ diesmal fehle, als „flüchtige Arbeit“ müsse es „unbedingt zu den schwächeren Arbeiten Nestroys“ gezählt werden.
Auch andere Rezensenten zeigten zumindest eine zwiespältige Haltung zum Stück, beispielsweise in den Sonntags-Blättern für heimathliche Interessen (13. März, Nr. 11), in der Wiener Zeitschrift (14. März, Nr. 52), in der Wiener Musik-Zeitung (15. März, Nr. 32), im Zuschauer (16. März, Nr. 32) – in allen Blättern, wie auch teilweise in der modernen Forschungsliteratur, wurde Unsicherheit gegenüber der satirischen Absicht und deren Umsetzung durch den Dichter angesprochen.
Dennoch beschrieben die Rezensenten den begeisterten Jubel im Theater an der Wien und diese Reaktion des Publikums wurde dabei stets zu Recht als Beweis des großen Erfolges gesehen, wie in der Theaterzeitung vom 16. März (Nr. 64, S. 290) zu lesen war:
„Das neue Stück von Nestroy: ‚Einen Jux will er sich machen‘, findet fortwährend außerordentlichen Beifall und ganz ungewöhnlichen Zuspruch. Der Beifall ist jedesmal stürmisch, und an Hervorrufungen fehlt es nicht.“

## Spätere Interpretationen
Die Nestroyforschung war sich einig, dass Einen Jux will er sich machen im Aufbau eine Meisterleistung wäre, aber früher sehr häufig nicht als gesellschaftskritische Satire, sondern lediglich verharmlosend als reiner „Jux“ verstanden worden sei.
Von Otto Basil (1901–1983) wird das Werk zu den „Paradestücken der österreichischen Nationalliteratur“ gezählt. Nach Hans Mayer (1907–2001) zeige das Werk in satirischer Form „eine von oben bis unten nichtswürdige Ordnung, der Nestroy am Schluss mit drei albernen Hochzeiten, die gar nichts ändern, vollends den Garaus mache“.
Jürgen Hein (1942–2014) verweist 1983 auf Nestroys Spielwitz, der sich im „spielerisch-satirischen Schwebezustand des Happy-Ends“ zeige.
Bei Fritz Brukner und Otto Rommel wird besonders die englische Vorlage mit Nestroys Werk verglichen, das dabei in allen Punkten besser abschneidet. Oxenfords Stück, um zwei Drittel kürzer als der Jux, wird als glatter, schneller und nüchterner im Dialog beschrieben. Die von Nestroy eingefügten Szenen und Personen – der „klassische“ Hausknecht Melchior, die Haushälterin Frau Gertrud, große Teile der Gasthausszene, das Zusammentreffen der Handelnden bei Fräulein von Blumenblatt (im Original Miss Chargeley) und weitere – fehlen, aus einem vereinzelten „Shocking, indeed!“ der farblosen Miss Harriet machte Nestroy das stereotype „Es schickt sich nicht!“ seiner köstlich karikierten Marie. Zusammengefasst wird gesagt, Oxenfords Charaktere seien nur farblose Rollen, Nestroys Gegenstücke farbenfroh gezeichnete Bühnenfiguren.
Franz H. Mautner stellt fest, hier sei eine schwankhafte und knappe, dennoch eindringliche Milieuschilderung, rasch umrissene Charaktere und ein faschingshaft fröhliches Geschehen zu erleben, gebremst und gleichzeitig angetrieben durch geschickt herbeigeführte und ebenso geschickt aufgelöste Verwicklungen. Flucht und Verfolgung, Auftauchen gefürchteter und Verschwinden gesuchter Personen seien ein Vorgriff auf die späteren Slapstick-Filmkomödien.

## Text
- www.nestroy.at (PDF; 521 kB)
- projekt-gutenberg.org (HTML)